# قایق اژدر افکن تی۳
قایق اژدر افکن تی۳ (به انگلیسی: Yugoslav torpedo boat T3) یک کشتی بود که طول آن ۵۷٫۸ متر (۱۹۰ فوت) بود. این کشتی در سال ۱۹۱۴ ساخته شد.